# Ферв'ю (Вайомінг)
Ферв'ю (англ. Fairview) — переписна місцевість (CDP) в США, в окрузі Лінкольн штату Вайомінг. Населення — 277 осіб (2020).

## Географія
Ферв'ю розташований за координатами 42°41′13″ пн. ш. 110°59′12″ зх. д. / 42.68694° пн. ш. 110.98667° зх. д. (42.687079, -110.986632).  За даними Бюро перепису населення США в 2010 році переписна місцевість мала площу 7,10 км², уся площа — суходіл.

## Демографія
Згідно з переписом 2010 року, у переписній місцевості мешкало 275 осіб у 94 домогосподарствах у складі 72 родин. Густота населення становила 39 осіб/км².  Було 107 помешкань (15/км²).
Расовий склад населення:
| - 97,8 % — білих - 1,5 % — осіб інших рас |

До двох чи більше рас належало 0,7 %. Частка іспаномовних становила 3,3 % від усіх жителів.
За віковим діапазоном населення розподілялося таким чином: 33,5 % — особи молодші 18 років, 54,5 % — особи у віці 18—64 років, 12,0 % — особи у віці 65 років та старші. Медіана віку мешканця становила 35,3 року. На 100 осіб жіночої статі у переписній місцевості припадало 92,3 чоловіків;  на 100 жінок у віці від 18 років та старших — 88,7 чоловіків також старших 18 років.
Середній дохід на одне домашнє господарство  становив 86 526 доларів США (медіана — 73 042), а середній дохід на одну сім'ю — 94 851 долар (медіана — 73 792). 
Цивільне працевлаштоване населення становило 214 особи. Основні галузі зайнятості: освіта, охорона здоров'я та соціальна допомога — 49,5 %, сільське господарство, лісництво, риболовля — 29,4 %, роздрібна торгівля — 7,5 %, будівництво — 7,5 %.